# WYSH翡悦里
WYSH翡悦里是位於中國上海市长宁区武夷路与昭化路之间的公共空间以及商業地產項目，总建筑面积约18000平方米，由嘉华国际负责开发及运营，柳亦春负责整体设计。WYSH是武夷、上海的拼音首字母。
WYSH翡悦里所在地前身为飞乐音响所在地。2020年9月，WYSH翡悦里項目开工。2023年年底，WYSH翡悦里開放。